# أون بورنمونيروث
أون بورنمونيروث (مواليد 1 أكتوبر 1965) (بالخميرية: អូន ព័ន្ធមុនីរ័ត្ន) هو وزير الاقتصاد والمالية الكمبودي. وهو أيضا المستشار الاقتصادي لرئيس الوزراء؛ شغل المنصب منذ ديسمبر عام 1998. وقبل تعيينه وزيرا، عمل في وزارة الاقتصاد والمالية برتبة وزير الخارجية.
لقبه الكامل هو الطبيب أون بورنمونيروث ((بالخميرية: បណ្ឌិតសភាចារ្យ អូន ព័ន្ធមុនីរ័ត្ន)).
بورنمونيروث هو خريج جامعة موسكو الحكومية؛ حيث حصل على الدكتوراه في الفلسفة في العلوم الاجتماعية والسياسية. وهو يجيد اللغة الإنجليزية والروسية.